# Ушаков, Борис Иванович
Борис Иванович Ушаков — советский хозяйственный, государственный и политический деятель, Герой Социалистического Труда.

## Биография
Родился в 1918 году в Перми. Член КПСС.
Участник советско-финской войны.
С 1941 года — на хозяйственной, общественной и политической работе. В 1941—1986 гг. — инженер-технолог завода № 172 имени В. М. Молотова, начальник участка, старший технолог на заводе «Большевик» в Ленинграде, начальник цеха на фабрике «Гознак», инструктор отдела тяжелой промышленности Ленинградского обкома КПСС, начальник Ленинградского монтажного управления, директор завода железобетонных изделий имени 40-летия ВЛКСМ, управляющий трестом «Союзпромбуммонтаж».
За создание и освоение машин для выработки тонкой конденсаторной бумаги был в составе коллектива удостоен Сталинской премии за выдающиеся изобретения и коренные усовершенствования методов производственной работы 1952 года.
Указом Президиума Верховного Совета СССР от т 19 марта 1981 года за выдающиеся успехи, достигнутые в выполнении заданий десятой пятилетки и социалистических обязательств, присвоено звание Героя Социалистического Труда с вручением ордена Ленина и золотой медали «Серп и Молот».
Заслуженный строитель РСФСР.
Умер в Санкт-Петербурге в 2005 году.